# Lowell Ganz
Lowell Ganz (* 31. August 1948 in New York City, New York) ist ein US-amerikanischer Drehbuchautor, Regisseur, Schauspieler und Filmproduzent.

## Leben
Ganz kommt aus einer Familie, die sich überwiegend mit dem Filmgeschäft beschäftigt. So ist sein Bruder Jeffrey Ganz ebenfalls ein Drehbuchautor und Regisseur. Weiterhin ist sein Cousin David Bickel ein Drehbuchautor und Produzent und seine Cousine Nancy Churnin eine Drehbuchautorin. Ebenso hat er mit der seit 1976 verheirateten Jeanne Russo drei Kinder, die sich in der Filmbranche versuchen. So sind sein Sohn Scott als Schreiber und seine Tochter Allison bereits in der Filmbranche.
Viele seiner Werke schrieb er mit Babaloo Mandel. Auf Ganz Idee basierte auch die NBC-Serie Boomer, der Streuner.

## Filmografie (Auswahl)
- 1982: Nightshift – Das Leichenhaus flippt völlig aus (Night Shift)
- 1984: Splash – Eine Jungfrau am Haken (Splash)
- 1985: Spione wie wir (Spies Like Us)
- 1988: Vibes – Die übersinnliche Jagd nach der glühenden Pyramide (Vibes)
- 1989: Eine Wahnsinnsfamilie (Parenthood)
- 1991: City Slickers – Die Großstadt-Helden (City Slickers)
- 1992: Der letzte Komödiant – Mr. Saturday Night (Mr. Saturday Night)
- 1992: Eine Klasse für sich (A League of Their Own)
- 1994: Greedy
- 1994: Die goldenen Jungs (City Slickers II: The Legend of Curly’s Gold)
- 1995: Vergiß Paris (Forget Paris)
- 1996: Vier lieben dich (Multiplicity)
- 1997: Ein Vater zuviel (Fathers’ Day)
- 1999: EDtv
- 2000: Wo dein Herz schlägt (Where the Heart Is)
- 2005: Robots
- 2005: Ein Mann für eine Saison (Fever Pitch)
- 2010: Zahnfee auf Bewährung (Tooth Fairy)

## Auszeichnungen
- 1985: Oscar/Bestes Originaldrehbuch nominiert für Splash – Eine Jungfrau am Haken
- 1985: National Society of Film Critics Award/Bestes Drehbuch für Splash – Eine Jungfrau am Haken